# 蒋维崧
蒋维崧（1915年—2006年7月25日），字峻斋，江蘇武進人，中国书法家、篆刻家，以金文见长。

## 生平
1915年生于江苏常州。1938年南京中央大学中文系毕业。曾担任山东省书法家协会名誉主席、山东省文史研究馆馆员、西泠印社顾问、山东大学古籍研究所教授。2006年7月25日1时39分，在济南逝世，享年92岁。

## 家族
先祖蔣繼先於南宋高宗時南渡毘陵，二十世祖蔣達善有醫名，十七世祖蔣宗武，九世祖蔣汾功精於經學，七世祖蔣齊耀工書法。曾祖父為蔣曰豫，以“八都臺蔣氏”宦名飲譽天下。父親蔣福琨。

## 作品
- 《蒋维崧书迹》
- 《蒋维崧印存》
- 《蒋维崧临商周金文》 齐鲁书社
- 《蒋维崧书法集》  中华书局